# Утиура

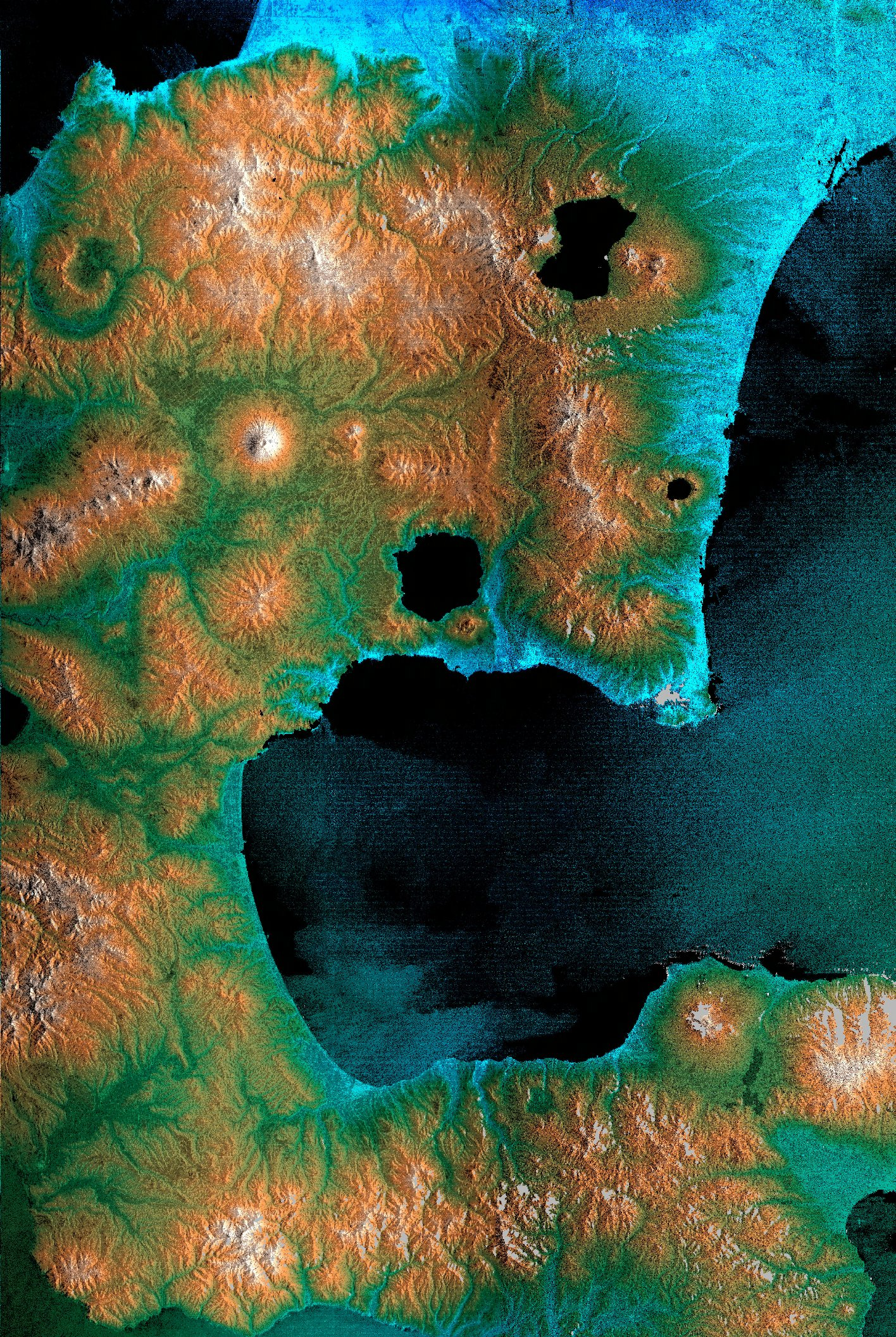
Спутниковое изображение залива Утиура

Утиу́ра (Утиура-Ван, яп. 内浦湾) или Вулкани́ческий зали́в — залив Тихого океана у южного побережья острова Хоккайдо (Япония).
Залив имеет округлённую форму; берега преимущественно низменные, с отдельными вулканами (Усу, Комагатаке). Длина составляет около 55 км, ширина у входа — 30 км. Средняя глубина составляет 60—100 м, максимальная — 107 м. У входа в залив расположен порт Муроран — китобойная база Японии.